# Skåre BK
Le Skåre BK est un club de hockey sur glace de Skåre, Commune de Karlstad en Suède. Il évolue en Division 1, troisième échelon suédois.

## Historique
Le club a été créé en 1935.

## Palmarès
- Aucun titre.